# Coleção Jacques Pilon
Coleção Jacques Pilon é uma coleção de obras e outros registros relativos ao arquiteto francês Jacques Pilon e que compõe o acervo da biblioteca da Faculdade de Arquitetura e Urbanismo da Universidade de São Paulo. Jacques Pilon foi um arquiteto francês com importante atuação na arquitetura brasileira, notadamente a paulista, entre as décadas de 1930 e 1960.

## Origem
Jacques Pilon, contemporâneo de nomes como Gregori Warchavchik e Rino Levi, foi um dos responsáveis pela propagação dos princípios do modernismo na arquitetura brasileira. Sua obra, no entanto, foi influenciada no início pelo ecletismo e pela art déco.
Pilon foi sócio do engenheiro Francisco Matarazzo Netto, que conhecera em 1933 em uma visita à obra do edifício Sulacap, projeto do escritório de Robert Prentice, onde Pilon trabalhava na ocasião. Em 1934, nascia a Pilmat Pilon-Matarazzo Ltda, que foi responsável pelos projetos e construção de diversos edifícios em São Paulo, até 1939, quando a sociedade foi dissolvida.
Junto com Matarazzo Neto, Pilon participou, em 1934, do concurso do projeto do viaduto do Chá, ficando em terceiro lugar e, em 1939, venceram o concurso do projeto do Viaduto General Olímpio da Silveira. Com o arquiteto Rubens Borba, projetou a atual Biblioteca Mário de Andrade.

## Histórico
A doação e organização inicial da Coleção Jacques Pilon foi realizada, em 1988, pela pesquisadora Ilda Helena Diniz Castello Branco, na época envolvida com a pesquisa Arquitetura no centro da cidade edifícios de uso coletivo, a quem a família do arquiteto francês confiou o material completo de seus escritórios. Intermediando o processo, aparece o arquiteto e professor da FAUUSP, Gian Carlo Gasperini, figura central para compreender as motivações da doação, seus usos políticos e simbólicos.
Em 2010, parte da coleção Jacques Pilon e Giancarlo Palanti foi digitalizada e disponibilizada no site São Paulo, os estrangeiros e a construção da cidade, como resultado das pesquisas do projeto temático Fapesp de mesmo nome.

## Leituras adicionais
- FRANCO, Tiago Semene. A trajetória de Jacques Pilon no centro de São Paulo: análise das obras de 1940 a 1947. 2009. Dissertação (Mestrado) - Faculdade de Arquitetura e Urbanismo, Universidade Presbiteriana Mackenzie, 2009.